# 压片机
压片机是制造药片的机器，這種機器能將粉末压制成片剂。压片机分旋转式和单冲式，旋转式为多冲头的压片机，单冲式是只有一个冲头的压片机。压片一般过程是： 药粉由加料器进入， 压制成片， 再由出料口出来。截至2000年代中国压片机制造已经將近70年的历史。

## 來源
1. ↑  Schwartz, Joseph; Lieberman, Herbert A.; Lachman, Leon. . New York: Dekker. 1989. ISBN 0-8247-8044-2.